# Stanislaw Wladimirowitsch Kulintschenko
Stanislaw Wladimirowitsch Kulintschenko (russisch Станислав Владимирович Кулинченко; * 19. April 1971 in Krasnogwardeiskaja) ist ein ehemaliger russischer Handballspieler.

## Karriere
Kulintschenko begann das Handballspielen im Alter von zehn Jahren in Krasnodar. Anfangs spielte er in seiner Heimat bei SKIF Krasnodar und Poljot Tscheljabinsk. Anschließend wechselte der Rückraumspieler nach Deutschland, wo er für den HC Empor Rostock und die TSG Bielefeld auflief. Daraufhin stand Kulintschenko beim kroatischen Verein Badel 1862 Zagreb unter Vertrag, mit dem er 2000 die kroatische Meisterschaft sowie den kroatischen Pokal gewann. In der darauffolgenden Saison spielte Kulintschenko beim slowenischen Verein RK Celje, mit dem er 2001 ebenfalls Meister sowie Pokalsieger wurde. Kurz vor Saisonbeginn 2001/02 verpflichtete ihn der deutsche Bundesligist SC Magdeburg, den er im Dezember 2001 wieder verließ. Seine nächste Station war der japanische Klub Honda Suzuka. In Japan gewann Kulintschenko 2002, 2003 und 2004 die Meisterschaft. Im Dezember 2004 verpflichtete ihn der österreichische Erstligist Superfund Hard. Mit Superfund Hard, bei dem Kulintschenko bis zum Saisonende 2006/07 unter Vertrag stand, errang er 2005 den ÖHB-Cup. Zwischen 2008 und 2014 war Kulintschenko als
Generaldirektor beim russischen Verein GK Kuban Krasnodar tätig. Anschließend übte er über vier Jahre das Amt des Sportdirektors der Frauenmannschaft von Kuban Krasnodar aus.
Kulinchenko gehörte dem Kader der russischen Nationalmannschaft an. Mit Russland gewann er die Weltmeisterschaft 1997, die Europameisterschaft 1996, den Supercup 1999 sowie die Goldmedaille bei den Olympischen Spielen 2000. Bei der Europameisterschaft 1994, der Weltmeisterschaft 1999 und Europameisterschaft 2000 gewann er jeweils die Silbermedaille.

## Auszeichnungen
- 2001: Orden der Freundschaft